# Хує (Ілірська Бистриця)
Хує (словен. Huje) — поселення в общині Ілірська Бистриця, Регіон Нотрансько-крашка, Словенія. Висота над рівнем моря: 718,5 м.